# Zona Rural Nord-oest de Vitòria
La Zona Rural Nord-oest de Vitòria (en basc Ipar-mendebaldeko Nekazaritza Eremua) és l'agrupació de consells rurals de Vitòria que hi ha al nord i al nord-est de la ciutat. La població d'aquesta àrea de la ciutat l'any 2005 era de 1.490 habitants, i té una extensió aproximada de 102 quilòmetres quadrats. Els 23 concejos i 2 barris que integren aquesta zona són:
- Amarita - 36 habitants.
- Andetxa/Antezana de Foronda - 78 habitants.
- Arangiz - 112 habitants.
- Aztegieta - 271 habitants.
- Krispiña/Crispijana - 17 habitants.
- Estarroa - 59 habitants.
- Foronda - 37 habitants.
- Gamarra Nagusia/Gamarra Mayor - 256 habitants.
- Gamarragutxia/Gamarra Menor - 20 habitants.
- Gobeu/Gobeo - 41 habitants.
- Gereña/Guereña - 22 habitants.
- Otobarren/Hueto Abajo - 44 habitants.
- Otogoien/Hueto Arriba - 57 habitants.
- Legarda - 28 habitants.
- Lopida/Lopidana - 24 habitants.
- Mártioda - 12 habitants.
- Mendiguren - 59 habitants.
- Mendoza - 105 habitants.
- Miñao/Miñano Mayor - 32 habitants.
- Miñaogutxia/Miñano Menor - 20 habitants.
- Erretana/Retana - 42 habitants.
- Uribarri Dibiña/Ullivarri-Viña - 38 habitants.
- Ihurre/Yurre - 56 habitants

A més, hi hem de sumar 2 barris que no formen part dels consells:
- Artatza Foronda/Artaza de Foronda - 6 habitants.
- Mandoia/Mandojana - 18 habitants

Alguns d'aquests pobles pertanyen des de fa molt de temps a la jurisdicció de Vitòria, ja que van ser cedits pel rei Alfons XI a Vitoria-Gasteiz a mitjan segle xiv. És el cas d'Amárita, Crispijana, Gamarra Mayor, Gamarra Menor, Gobeo, Miñano Mayor, Miñano Menor i Retana.
La resta de pobles de la zona van ser independents fins a la integració al municipi de Vitoria-Gasteiz als anys 70. Abans de la seva absorció, formaren els municipis de Mendoza (format per Mendoza i Estarroa); Los Huetos (Compost per Otobarren, Otogoien i Martioda) i Foronda (format per Aztegieta, Foronda, Andetxa, Artaza de Foronda, Arangiz, Mandoia, Mendiguren, Gereña, Lopidana, Lermanda, Ullivarri-Viña i Ihurre).
En aquesta zona hi ha l'Aeroport de Foronda i el parc tecnològic d'Àlaba.